# Xiahou
Die Familie Xiahou (夏侯) war eine mächtige Sippe der Zeit der Drei Reiche im alten China, aus der zahlreiche Generäle der Wei-Dynastie hervorgingen.
Ihr Stammvater Xiahou Ying war laut der Geschichte der Drei Reiche mit der Cao-Familie verwandt, und Cao Teng, der Großvater von Cao Cao, heiratete in die Familie ein und stärkte so das Band zwischen den beiden Sippen. Besonders die Generäle Xiahou Dun und Xiahou Yuan brachten der Familie viel Ehre ein.

## Stammliste
- Xiahou ?
  - Xiahou Dun
    - Xiahou Chong
      - Xiahou Yi
        - Xiahou Zuo
        - Xiahou Shao (adoptiert)

    - Xiahou Mao
    - Xiahou ?
      - Xiahou Zuo

    - Xiahou ?
      - Xiahou Zang
      - Xiahou Jiang

    - eine Tochter (heiratete Zhang Fei)
      - eine Tochter (heiratete Liu Shan)

  - Xiahou Lian
  - Xiahou Ling

- Xiahou ?
  - Xiahou Yuan
    - Xiahou Heng
      - Xiahou Ji
        - Xiahou Bao

    - Xiahou Mao
    - Xiahou Ba
    - Xiahou Chen
    - Xiahou Wei
    - Xiahou Hui
    - Xiahou He
    - Xiahou Rong

- Xiahou ?
  - Xuahou ?
    - Xiahou De
    - Xiahou Shang
      - Xiahou Xuan
        - Xiahou Ben

    - Xiahou Ru
      - Xiahou Feng

- Xiahou ?
  - Xiahou En
- Xiahou ?
  - Xiahou Jie
    - Xiahou Xian
- Xiahou ?
  - Xiahou Cun